# Бєляєв Михайло Веніамінович
Михайло Веніамінович Бєляєв (10 липня 1922, Тамбов — 17 грудня 2002) — український і білоруський художник ужиткового мистецтва і педагог; член Білоруської спілки художників з 1964 року.

## Біографія
Народився 10 липня 1922 року в місті Тамбові (нині Росія). Упродовж 1944—1950 років навчався у Московському інституті ужиткового і декоративного мистецтва, де його викладачасми були зокрема Олена Янсон-Манізер, Володимир Фаворський. Дипломна робота — керамічне панно «Рибалки Криму».
Протягом 1950—1962 років викладав у Львівському інституті прикладного та декоративного мистецтва. Серед його учнів: Андрій Бокотей, Іван Віцько, Борис Горбалюк, Маргарита Грибанова, Анатолій Коптєв, Марієта Левханян, Володимир Лобанов, Петро Маркович, Алла Чистоганова. Протяном 1962—1996 років викладав у Білоруському театрально-художньому інституті та, одночасно з 1965 року — у Білоруському педагогічному університеті. Помер 17 грудня 2002 року.

## Творчість
Працював у галузі дрібної керамічної пластика, звертаючись до народних казок та літературних образів, та в анімалістичній скульптурі; створював декоративний посуд. Серед робіт:
- кавовий сервіз «Лісові звірі» (1953. порцеляна);
- декоративні блюда «Захар Беркут» за повістю «Захар Беркут» Івана Франка (1954, порцеляна; Львівський національний літературно-меморіальний музей Івана Франка);
- триптих «Весна у лісі» за драмою «Лісова пісня» Лесі Українки (1957, порцеляна);
- серія орнаментальних блюд (1960, фаянс);
- статуетки із порцеляни і майоліки: «Рись», «Зубр», «Оленя» (1960—1963);
- кашпо (майоліка);
- кілька декоративних ваз у різних матеріалах;
- п'ять декоративних масок для фонтану біля Білоруського академічного музичного театру (1981)[1].

У співавторстві з Федором Зільбертом створив серію керамічних тарілок «Жнива», «Поле», «Естафета», «Гуси-лебеді», «До води» для готелю «Турист» у Мінську. Також займався художнім керамічним облицюванням виробничого корпусу Білоруського телебачення (1985).
Брав участь у виставках з 1954 року.